# Karina Bell
Karen Gudrun Louise Parkov, født Hansen og kendt som Karina Bell (26. september 1898 i Hellerup – 5. juni 1979 i Helsingør) var en dansk skuespillerinde.
Oprindelig balletdanserinde. Gift med direktøren for Wiibroes Bryggeri Knud Parkov. Hendes navn var herefter Karen Gudrun Louise Parkov. Karina Bell var blot et kunstnernavn.
Har ikke nogen skuespilleruddannelse, men formåede ikke desto mindre at slå igennem i 1920'erne som én af de mest berømte medvirkende i en lang række stumfilm, indspillet i både Danmark og Tyskland.
Hun nåede at indspille to talefilm, nemlig 5 raske piger og Nyhavn 17, begge fra 1933, hvorefter hun trak sig tilbage til familielivet.
Begravet på Ordrup Kirkegård.